# Paulinus von York

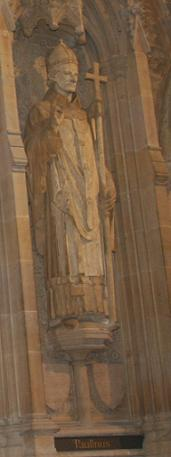
Statue des Paulinus von York in der Kathedrale von Rochester

Der Heilige Paulinus († 10. Oktober 644) war der erste (mittelalterliche) Bischof von York.
Zwar gab es bereits in der römischen Antike eine Christengemeinde in York (Eboracum), das im Römischen Reich kaiserliche Residenz gewesen war, doch ging das Christentum dort mit der Eroberung durch die Angelsachsen unter. Die Stadt gehörte dann zum Königreich Northumbria. 
Paulinus war Mönch im Sankt-Andreas-Kloster in Rom und wurde von Papst Gregor I. ausgewählt, damit er Mellitus und andere Missionare nach England begleiten sollte, die dem ersten Erzbischof von Canterbury, Augustinus, dabei unterstützen sollten, das Christentum auf der britischen Insel zu verbreiten und eine entsprechende Kirchenorganisation aufzubauen. Bis 625 hielt sich Paulinus in Kent auf, bis er in diesem Jahr von Erzbischof Justus von Canterbury zum Bischof für Northumbria geweiht wurde, da Aussicht bestand, dass dessen König Edwin für das Christentum gewonnen werden konnte. Paulinus begleitete Æthelburg, die (christliche) Schwester des Königs Eadbald von Kent nach Northumbria, wo sie mit Edwin vermählt wurde. Edwin und mit ihm ein großer Teil seiner Anhänger wurde im Jahr 627 getauft, sodass die Voraussetzungen für die Errichtung eines northumbrischen Bistums geschaffen waren. Allein bei einer Versammlung in Yeavering sollen Paulinus und seine Leute 36 Tage lang damit beschäftigt gewesen sein, northumbrische Heiden zu taufen.
Die Bekehrung Edwins wird von Beda Venerabilis in der Historia ecclesiastica gentis Anglorum beschrieben und als Musterbeispiel für Königsbekehrungen dargestellt: Nicht nur der König nimmt das Christentum an, sondern auch sein Gefolge, mit dem der Übertritt abgesprochen werden muss, damit kein politischer Schaden entsteht.
Einen Rückschlag erlitten Paulinus’ Bemühungen allerdings 633, als Edwin in der Schlacht bei Hatfield Chase gegen Penda von Mercia fiel; es kam zu einer heidnischen Reaktion und Paulinus, die Königin und deren Kinder mussten außer Landes nach Kent fliehen, wo er den Rest seines Lebens als Bischof von Rochester verbrachte. Zwar beließ Paulinus noch einen Diakon in Northumbria, der mühsam versuchte, die katholische Tradition aufrechtzuerhalten, doch erfolgte der erneute Siegeszug des Christentums in Northumbria von Iona aus, das heißt in Form der iro-schottischen Kirche, mit der die Katholiken wegen Fragen der Liturgie in heftigem Streit lagen. 
Paulinus starb 644; sein Todestag, der 10. Oktober, ist zugleich sein Gedenktag.